# Andreas Jerusalem
Andreas Jerusalem (* 3. November 1985) ist ein belgischer Politiker der grünen Partei Ecolo.

## Leben
Von 2003 bis 2007 studierte Jerusalem Primarschullehrer und arbeitete anschließend bis 2019 in diesem Beruf. Bei der Wahl im Mai 2019 wurde er in das Parlament der Deutschsprachigen Gemeinschaft in Belgien gewählt.